# Histoire de la découverte des éléments chimiques

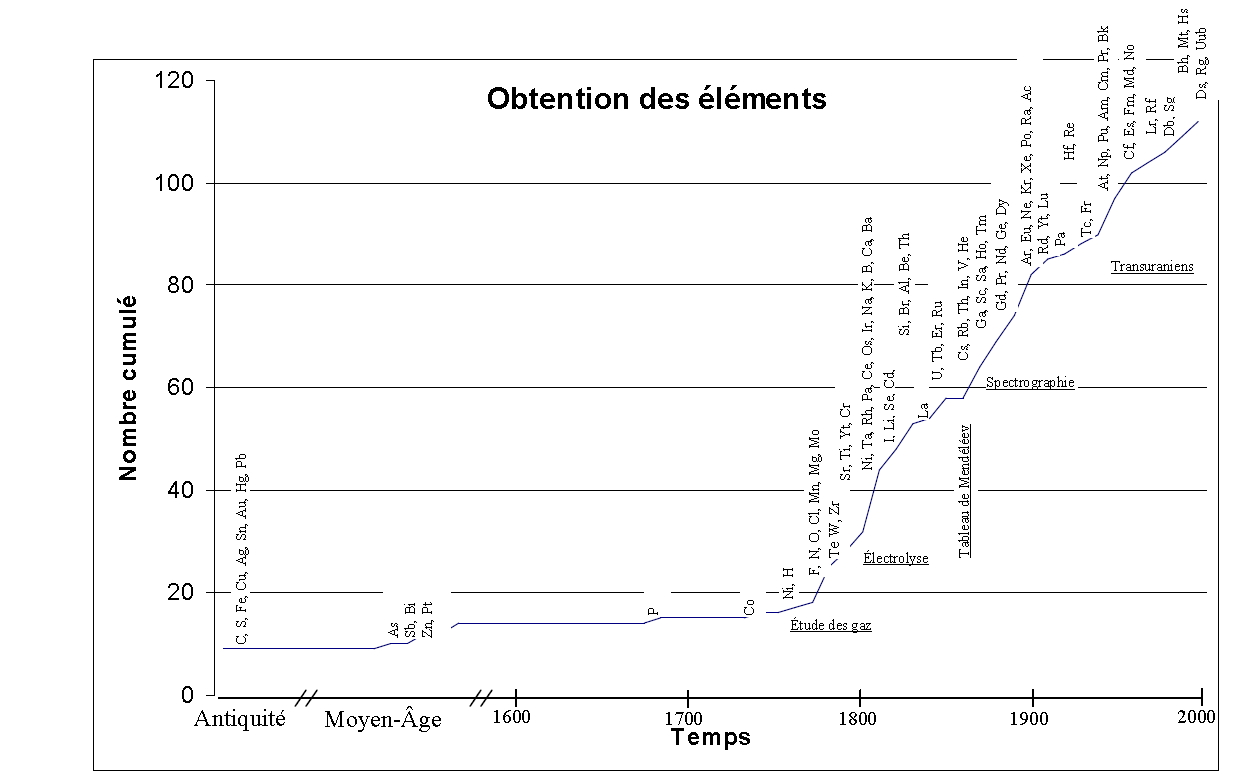
Éléments - graphique historique des obtentions.

Cet article présente, dans l'ordre chronologique, les dates auxquelles ont été découverts les éléments chimiques, ainsi que les auteurs de ces découvertes. Certains éléments sont connus depuis des temps immémoriaux, mais la plupart ont été découverts au cours de l'époque contemporaine.

## Éléments plus ou moins connus de haute date
La question de la découverte d'éléments dans le passé lointain doit bien sûr être corrigée de ce que la notion même d'élément chimique n'a reçu d'interprétation que récemment. Nos lointains ancêtres ne distinguaient évidemment pas les éléments des autres espèces chimiques, et c'est donc nous qui rétrospectivement sommes à même de leur attribuer la découverte de tel ou tel élément.
En d'autres termes, en tant que produits chimiques, les éléments listés dans ce paragraphe sont plus ou moins identifiés depuis des dates anciennes, souvent par de multiples sources. Ils ne présentent ni de date de découverte ni de découvreur clairement établis sans ambiguïté.
L'affirmation pleinement consciente de ce qu'il s'agit de produits chimiques particuliers, indécomposables, et méritant donc le nom d'éléments est elle clairement attribuable aux chimistes de la fin du XVIIIe siècle dont Lavoisier est le chef de file.
- Carbone : Le carbone est connu depuis la plus haute Antiquité sous ses trois formes allotropiques naturelles : la suie, le graphite et le diamant. Cependant, le graphite semble avoir été longtemps confondu avec le plomb, et l'est encore dans l'expression vulgaire mine de plomb (ou plombagine) pour désigner la matière dont est faite la mine des crayons noirs, qui est du graphite et n'a chimiquement rien à voir avec du plomb. Le carbone étant l'élément simple qui présente les variétés allotropiques les plus distinctes, il n'a pas été réellement reconnu comme élément avant la fin du XVIIIe siècle. Lavoisier semble un des premiers à avoir identifié que le diamant brûlait en donnant de l'oxyde de carbone[3].
- Soufre : Homère en parle dans l'Odyssée. Le soufre se trouve à l'état natif sur terre, à proximité des volcans notamment. Après le carbone, c'est certainement l'un des éléments chimiques connu depuis l'Antiquité la plus reculée. Il servait notamment à purifier les emplacements infestés de vermine, et à blanchir les tissus. Son action antiseptique et dermatologique (traitement de l'eczéma et des psoriasis) pourrait être également très ancienne. La connaissance de l'acide sulfurique ou vitriol est également ancienne, mais postérieure à l'Antiquité qui avait recours à des fumigations de soufre pour blanchir les tissus et non pas à des immersions. La reconnaissance du caractère élémentaire du soufre date de 1777 par Lavoisier[4].
- Or : On peut tenir pour vraisemblable que l'or est le métal connu depuis le plus longtemps : il se trouve à l'état natif. C'est aussi le plus rare des éléments courants et il a toujours été tenu pour le plus beau des métaux. Cependant, Pline indique bien qu'« il ne vaut rien pour l'art de la guerre, où il ne saurait remplacer le fer, beaucoup plus dur ! »[5]
- Argent : Il se trouve également à l'état natif, mais aussi mêlé aux minerais de plomb dont il est séparé par coupellation depuis l'Antiquité. L'argent était le métal favori des Romains qui s'en servaient comme unité de prix[6].
- Cuivre : C'est l'un des plus anciens métaux connus. C'est également l'un des composants, avec l'étain et le zinc, des bronzes et airains préhistoriques à partir de 4 000 ans av. J.-C. Les premiers bronzes sont des alliages cuivre arsenic. On trouve le cuivre surtout sous forme de sulfure (Cu2S chalcocite aussi appelée cyprite), de sulfure mixte (chalcopyrite où le cuivre est mêlé à du fer), et de carbonate (malachite - Cu2CO3(OH)2). La malachite est connue depuis l'Antiquité et servait non seulement de minerai de cuivre, mais également de colorant vert. Les premiers objet de cuivre sont élaborés à partir de cuivre natif (perles en cuivre de Çatal Höyük en Turquie). Les objets de cuivre les plus anciens jamais produits par extraction de minerai ont été découverts également en Anatolie. Pline ne distingue pas le cuivre du bronze ou du laiton, et appelle tout cela « aes ». Il distingue cependant trois principales variétés de ce métal, selon les lieux de production. Ces variétés ne sont pas faciles à reconstituer, les proportions des alliages cuivre-zinc-étain ayant beaucoup varié dans le monde antique[7].
- Étain : C'est un des composants, avec le cuivre et le zinc, des bronzes et airains préhistoriques. Il est extrait de la cassitérite (SnO2) depuis l'Antiquité. Quoique l'usage de l'étain dans les bronzes soit très ancien, le métal lui-même semble de production plus récente (~- 600 ?), mais était connu des Grecs et des Romains. Les Romains l'ont longtemps plus ou moins confondu avec le plomb. Pline le désigne sous le terme plumbum album (plomb blanc), et l'oppose au plumbum nigrum qui est notre plomb actuel. Le terme « stannum » ne daterait que du IVe siècle de notre ère. Les anciens semblent avoir importé la plupart de l'étain de Grande-Bretagne. Les premiers alchimistes grecs l'appelaient Hermès[8].
- Plomb : Le plomb est peut-être connu depuis aussi longtemps que le cuivre. C'était un métal très familier des Romains qui l'extrayaient couramment de ses deux minerais principaux la litharge (oxyde PbO) et surtout la galène (sulfure PbS). Le plomb était utilisé par les Romains pour faire des tuyauteries d'eau. Le carbonate de plomb (céruse PbCO3) et le sesquioxyde (minium Pb3O4) sont utilisés comme colorants blanc et rouge respectivement depuis l'Antiquité. Malgré son caractère toxique, la céruse semble avoir été utilisée par les Romaines pour s'éclaircir le teint du visage, si on en croit Pline. L'étain, le plomb et leurs alliages ont été longtemps tenus pour de simples variétés différentes d'un même métal. Le plus vieil objet en plomb serait une statuette d'Osiris trouvée à Abydos datant de 3 800 ans av. J.-C.[9]
- Mercure : Connu des Indiens et des Chinois depuis 200 av. J.-C. (On rapporte que le mausolée de l'empereur Qin aurait contenu à l'origine des rivières de mercure). Trouvé dans des tombes égyptiennes de -1500. Bien connu des Grecs et des Romains. Il était extrait de son sulfure, le cinabre (HgS) que Pline confond avec l'oxyde de plomb et appelle minium[N 1],[10]
- Fer : Probablement d'abord trouvé, allié à du nickel, sous forme de fer natif d'origine météoritique, puis fabriqué par grillage des pyrites (FeS2), et surtout au moyen de la réduction à chaud au charbon des minerais d'oxydes tels l'hématite (Fe2O3), le fer est connu depuis la Préhistoire : l'invention des méthodes de fabrication du fer est en effet antérieure à celle de l'écriture pour la plupart des peuples[11].

Les premiers objets en fer connus sont des perles trouvées en Turquie et fabriquées à partir de fer météoritique (alliage de fer et de nickel). Les Hittites, qui sont l'un des premiers peuples à l'avoir utilisé en fabriquaient de manière certaine à partir de minerai depuis au moins 1 500 av. J.-C. On a longtemps pensé que le fer était apparu dans l'actuelle Turquie, mais il est possible que sa fabrication ait son origine en Inde (~1800 av. J.-C.) ou en Afrique orientale (~1200 av. J.-C.), car des découvertes d'objets en fer extrêmement anciens ont été réalisées dans ces régions. Au vu de ces trouvailles récentes, l'origine de la fabrication du fer doit être repensée et il paraît même aujourd’hui possible que le fer soit apparu dans plusieurs régions indépendamment. Le fer ne semble pas connu des premières dynasties d’Égypte et de Mésopotamie, mais ces peuples ont utilisé le fer par la suite. En accord avec le fait qu'elle requiert des températures nettement supérieures, l'apparition de la fonte est beaucoup plus récente que celle du fer (Chine - IVe siècle). Les anciens Grecs et Romains connaissaient très bien le fer, et l'utilisaient pour la fabrication des armes pour lesquelles sa dureté le rend très supérieur au bronze. Il est très vraisemblable que bien des objets de fer ne nous sont pas parvenus, à cause des effets dévastateurs de la rouille.
- Zinc : Connu depuis l'Antiquité pour la fabrication d'alliage (vases grecs du Ve siècle av. J.-C.), le zinc ne semble pas avoir été clairement identifié en tant que tel par les anciens. Berthelot pense qu'il était tenu pour une simple variété du plomb. C'est, avec l'étain et le cuivre, un composant des bronzes antiques. Son principal minerai, la calamine ZnCO3, était mélangé aux minerais de cuivre et d'étain pour produire de l'airain. Il semble n'avoir été produit en tant que zinc qu'au XIVe siècle, en Inde. Il était connu des alchimistes du XVIe siècle, notamment Paracelse. L'un des premiers rapports modernes redécouvrant sa préparation (réduction de la calamine par le charbon) est celui d'Andreas Sigismund Marggraf en 1746[13].
- Arsenic : Il est utilisé dans les alliages de cuivre depuis la plus haute Antiquité, avant d'être abandonné au profit de l'étain. Albert le Grand l'identifie en tant que produit en 1250[14].
- Antimoine : On a trouvé en Asie mineure (Turquie, Irak, Arménie) des objets en antimoine datant du IIe millénaire av. J.-C. Ces objets sont cependant rares. Le plus connu est un fragment de vase trouvé à Tello en Irak et identifié comme étant de l’antimoine par Berthelot. L'antimoine pur ne présentant pas beaucoup d'intérêt à cause de sa fragilité, il n'est pas très étonnant qu'il ait été presque ignoré des Anciens. Pline rapporte que la stibine (sulfure d'antimoine) était utilisée par les Romaines comme noir pour les cils. Le métal est décrit par Johann Thölde au XVe siècle[15].
- Bismuth : Le bismuth est utilisé dans les alliages de plomb de manière plus ou moins consciente depuis longtemps. On trouve dans la nature des minerais constitués de bismuth à l'état natif plus ou moins allié à de l'arsenic, et de la bismuthinite (Bi2S3). Il suffit de chauffer le minerai pour obtenir le métal qui a vraisemblablement été connu des alchimistes. Il est possible qu'il ait été reconnu dans l'Antiquité comme agent facilitant la fusion du plomb et de l'étain, et ait été plus ou moins confondu avec l'étain et le plomb, le zinc ou l'antimoine. On en trouve mention dans les écrits du moine alchimiste Basile Valentin. Identifié sans ambiguïté par Claude Geoffroy le Jeune en 1753[16].
- Platine : Totalement inconnu des civilisations de l'ancien monde qu'elles soient de Méditerranée, d'Inde ou de Chine, le platine est utilisé par les civilisations andines depuis des dates inconnues mais antérieures à la conquête espagnole. Le métal a été mentionné pour la première fois par Antonio de Ulloa en 1735. Les Anglais en attribuent parfois la découverte à leur compatriote Charles Wood, qui en avait trouvé à la Jamaïque et en donna une description plus détaillée quelques années plus tard[17].
- Hydrogène : Du grec hudôr (eau) et gennan (générer). L'hydrogène en tant que gaz produit par l'action d'acides forts sur beaucoup de métaux est identifié depuis longtemps par les alchimistes. Henry Cavendish a reconnu en 1766 le caractère simple de ce gaz et le caractère composé de ce produit chimique si important qui est l'eau. C'est pourquoi on lui attribue parfois la découverte de l'hydrogène[18].
- Oxygène : Du grec oxus (acide) et gennan (générer). L'oxygène a-t-il été découvert par Pierre Bayen ? Joseph Priestley ? Carl Wilhelm Scheele ? Lavoisier ? Est-il connu de toute Antiquité ? Les anciens Chinois semblent avoir reconnu l'existence de deux principes différents dans l'air. Le Suédois Scheele a identifié qu'une partie seulement de l'air semblait participer aux combustions. Le Britannique Joseph Priestley découvre indépendamment l'air déphlogistiqué en 1774, mais ce n'est qu'avec Lavoisier, au tournant des années 1780 que la nature de l'oxygène est enfin reconnue, et que le développement de la chimie minérale va véritablement exploser. Après cette découverte, la notion d'élément chimique étant mieux établie, les ambiguïtés sur les auteurs et les dates des découvertes vont s'estomper[19].
- Azote : de « a » sans et « zoe » vie : « sans vie » en grec. La découverte de l'azote est difficile à attribuer, de même que celle de l'oxygène. On a pu en honorer Daniel Rutherford qui montra en 1772 que le gaz exhalé par les animaux n'est plus capable de maintenir une bougie allumée. La notion claire de ce que l'air est essentiellement composé de deux gaz, l'un plutôt inerte et lié aux composés nitrés, et l'autre actif dans les processus d'oxydation émerge à la fin du XVIIIe siècle des travaux de plusieurs grands chimistes et notamment de Cavendish, Priestley, Scheele, et Lavoisier[20].

## De la Renaissance à Antoine Lavoisier
À la différence des éléments précédents, l'existence des éléments listés dans ce paragraphe était insoupçonnée, avant d'être identifiée par les savants en question.
- 1669   - Phosphore : découvert par l'alchimiste Hennig Brand. Brandt l'obtenait en réduisant des sels d'urine par le charbon. C'est le premier élément dont on soit à peu près sûr de la date de découverte[21].
- 1735   - Cobalt : découvert par Georg Brandt qui montra que la teinte bleue obtenue dans les colorants des verres était due à un autre élément que le bismuth. Provient de l'allemand kobalt ou kobold (esprit maléfique). Le minerai de cobalt (smaltite où le cobalt est combiné au fer, au nickel et à l'arsenic) est utilisé depuis l'Antiquité, en concurrence avec le cuivre, pour colorer les verres en bleu. Les pigments au cobalt (smalts) furent fort en vogue à partir de la Renaissance. Le cobalt est le premier métal dont l'existence a été soupçonnée dans les temps modernes[22].
- 1751   - Nickel isolé par Axel Frederik Cronstedt. Extrait de la niccolite (NiAs), minerai qualifié de Teufelskupfer (cuivre du diable) par les mineurs allemands en raison de sa ressemblance avec le minerai de cuivre, et de l'impossibilité d'en extraire ce métal[23].
- 1774  
  - Chlore obtenu par Carl Wilhelm Scheele par réaction de l'acide chlorhydrique sur l'oxyde de manganèse MnO2. Connu depuis longtemps dans l'acide chlorhydrique qui était appelé avant ces découvertes acide muriatique ou esprit de sel. Le chlore n'est pas au nombre des éléments identifiés par Lavoisier. C'est Humphry Davy qui a reconnu en 1808 l'absence d'oxygène dans la composition chimique de l'acide chlorhydrique et qui en a déduit le caractère élémentaire du chlore (l'échange de vues célèbre qu'il a eu avec Ampère à ce sujet, montre comment des autodidactes peuvent parfois être en avance sur la faculté)[24].
  - Manganèse isolé par Johan Gottlieb Gahn. Scheele a identifié une « terre inconnue » (oxyde de manganèse) dans la magnésie noire. Le manganèse fut obtenu par Gahn en réduisant la pyrolusite MnO2 par le carbone[25].
- 1778   - Molybdène découvert par Carl Wilhelm Scheele dans un minerai de sulfure de molybdène. Scheele ne parvint pas à réduire le métal. Les premières réductions seraient celles de Peter Jacob Hjelm (1781), et Bertrand Pelletier (1783)[26].
- 1782   - Tellure découvert par Müller von Reichentsein. Du latin Tellus (terre). En 1782, Franz Joseph Müller, Freiherr von Reichenstein montra que le métal qu'on trouvait associé à l'or dans des minerais de Transylvanie (Roumanie) n'était pas l'antimoine comme on le croyait, mais un produit nouveau qu'il caractérisa par son odeur, sa couleur dans des dissolutions d'acide sulfurique, et dont il fut à même de donner le poids spécifique sans toutefois parvenir à l'isoler. Reichenstein, craignant de s'être trompé, s'est fait confirmer le fait par Klaproth qui a baptisé le tellure. Klaproth l'obtint en 1798 par séparation de l'or à l'acide nitrique, puis neutralisation par la potasse neutralisation à l'acide chlorhydrique et réduction au charbon du précipité blanc d'oxychlorure de tellure obtenu[27].
- 1783   - Tungstène découvert par les frères Juan José et Fausto de Elhuyar[28].

## 1789: Publication du traité élémentaire de chimie de Lavoisier

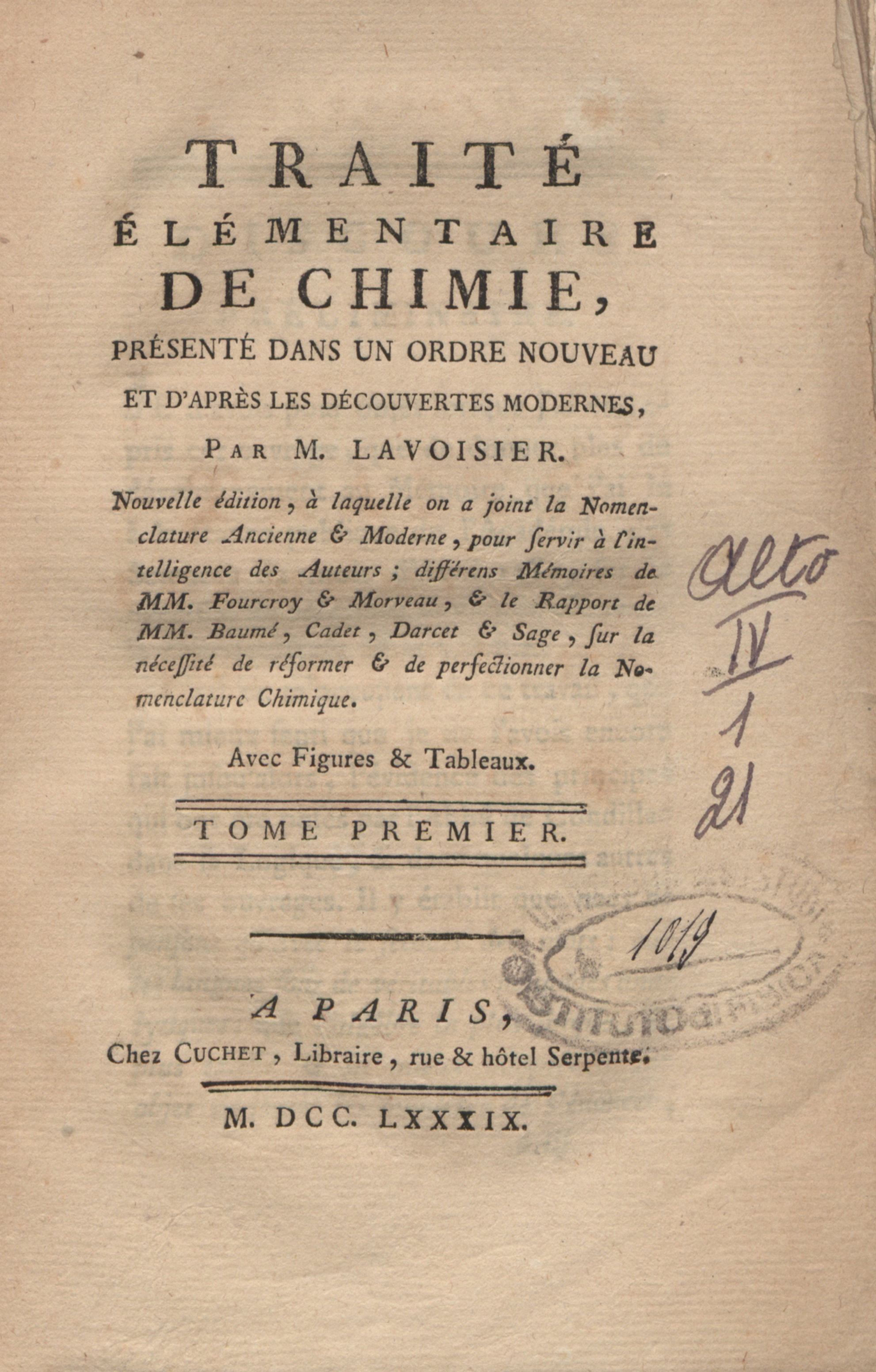
Traité élémentaire de chimie

À l'exception du tellure, Lavoisier et Guyton Morveau identifient dans leur liste des éléments tous les corps ci-dessus. Le pressentiment de l'existence du chlore, du fluor et du bore peut être inféré de l'identification des radicaux muriatique, fluorique et boracique. Lavoisier considère la chaux, la magnésie, la baryte et la silice comme des substances simples, alors qu'il s'agit en fait de l'oxyde de calcium, de l'oxyde de baryum, de l'oxyde de magnésium et de l'oxyde de silicium. A contrario, il sait que la potasse et la soude sont des composés mais déclare qu'à son époque il est impossible de savoir si ce sont des composés de substances simples connues ou s'ils contiennent des substances simples encore inconnues.
Par ailleurs, les méthodes à la base de la découverte de nouveaux éléments vont évoluer. Si elles restent au début celles de la réduction au charbon, l'utilisation de l'électrolyse initiée par Davy va se révéler extrêmement féconde et permettre la fabrication d'un grand nombre d'éléments. Par la suite, à partir des années 1850, et s'appuyant sur la mise au point de la méthode spectroscopique par Kirchhoff et Bunsen les savants se trouvent disposer d'un nouvel outil et ne se priveront pas de l'utiliser.
- 1789  
  - Uranium découvert par Martin Heinrich Klaproth. D'après le nom de la planète Uranus[31].
  - Zirconium découvert par Martin Heinrich Klaproth. Nommé d'après le Zircon (minéral)[32].
- 1789   - Yttrium découvert par Johan Gadolin. D'après Ytterby (une ville de Suède)[33].
- 1790   - Strontium découvert par Adair Crawford et William Cruickshank[34].
- 1791   - Titane découvert par Martin Heinrich Klaproth de Titane[35].
- 1797   - Chrome obtenu par Louis-Nicolas Vauquelin à partir du plomb rouge de Sibérie, (aussi appelé crocoïte PbCrO4) par action de l'acide chlorhydrique, puis réduction de l'oxyde de chrome obtenu par le carbone. C'est le premier métal qui n'apparaît pas dans la liste des éléments de Lavoisier. On notera que les anciens Chinois semblent avoir connu l'usage du chromage depuis au moins 200 ans av. J.-C., puisque des objets chromés ont été mis au jour dans le mausolée de l'empereur Qin[36].
- 1798   - Béryllium découvert par Louis-Nicolas Vauquelin[37].
- 1801  
  - Vanadium découvert par Andrés Manuel del Río qui en prépare divers composés. Le fondement de cette trouvaille ayant été trouvé insuffisant notamment par Collet Descotils, la découverte est oubliée jusqu'en 1831   où le savant suédois Selfström le redécouvre et le baptise du nom de la déesse Scandinave Vanadis. Malgré le rétablissement de la priorité de del Rio, l'élément gardera son nom. Il faudra attendre Henry Roscoe et l'année 1869 pour que le métal soit produit dans un état de pureté raisonnable[38].
  - Columbium découvert par Charles Hatchett, renommé plus tard Niobium[39].
- 1802   - Tantale découvert par Anders Ekeberg[40].
- 1803  
  - Cérium découvert par Martin Heinrich Klaproth; Jöns Jacob Berzelius et Wilhelm Hisinger[41];
  - Rhodium découvert par William Hyde Wollaston. La découverte de plusieurs éléments de la série du platine par Wollaston et Tennant est tout fait romanesque, que ce soit par le caractère singulier de l'amitié entre ces deux savants, par la méthode qu'ils choisirent pour publier leurs résultats, ou par le suspense d'une des premières compétitions internationales, en l'occurrence avec les Français conduits par Vauquelin[42].
  - Palladium découvert par William Hyde Wollaston[43].
  - Osmium découvert par Smithson Tennant. Du grec ὀσμή / osmḗ, « odeur »[44].
  - Iridium découvert par Smithson Tennant[45].
- 1807  
  - Potassium découvert par Humphry Davy. Du latin kalium. Obtenu par électrolyse de potasse fondue (KOH). Le mot potasse désignait anciennement le carbonate de potassium (KCO3). L'hydroxyde étant appelé potasse caustique[46].
  - Sodium découvert par Humphry Davy. Du latin natrium (sodium)[47].
- 1808  
  - Magnésium découvert par Humphry Davy. La magnésie est connue depuis l'Antiquité. Joseph Black l'avait identifiée comme « terre nouvelle » et distinguée de la chaux vive CaO dès 1755   - Davy isola le magnésium par électrolyse d'un mélange de magnésie (oxyde de magnésium MgO) et de mercure HgO. Il obtint un amalgame. C'est le Français Antoine Bussy qui produisit le premier magnésium métallique en 1828[48].
  - Calcium découvert par Humphry Davy. Du latin calcis (chaux) obtenu par électrolyse à partir de chaux (CaO) mélangée à de l'oxyde de mercure (HgO). La chaux est connue depuis l'Antiquité. Le mot chaux désigne à la fois l'oxyde de calcium (chaux vive CaO), l'hydroxyde de calcium (chaux éteinte Ca(OH)2), et le carbonate de calcium (CaCO3) aussi appelé calcaire et qui est l'état de la chaux éteinte après qu'elle a « pris » (c'est-à-dire modifiée par séchage et absorption d'acide carbonique de l'air)[49].
  - Baryum produit par Humphry Davy. Du grec βαρύς / barús, « lourd ». La baryte (BaSO4) est connue depuis longtemps, et bien-aimée des alchimistes à cause de la fluorescence de la pierre de Bologne obtenue en 1603 par Vincenzo Cascariollo en chauffant des cristaux de baryte. C'était l'une des terres simples de Lavoisier. L'oxyde de baryum avait été isolé par Scheele[50].
  - Bore découvert par Joseph Louis Gay-Lussac et Louis Jacques Thénard[51].
- 1811   - Iode découvert par Bernard Courtois. Comme Courtois était assez éloigné des milieux autorisés certains, peut-être tout simplement jaloux, ont supposé qu'il avait découvert l'iode par hasard en cherchant à améliorer la production de salpêtre, que l'on s'était mis à obtenir de la combustion du varech par suite des limitations de l'approvisionnement d'origine suédoise conséquence du blocus continental pratiqué contre Napoléon Ier. La purification était effectuée à l'acide chlorhydrique. Courtois aurait utilisé un excès d'acide, et il se serait formé des vapeurs d'iode dont il n'aurait eu qu'à observer la couleur violette. Il reste que Courtois n'est pas seulement un chimiste amateur, mais également l'inventeur de la morphine. Il est donc tout à fait possible aussi que cette trouvaille relève moins du hasard, et soit le résultat d'une recherche visant à déterminer la raison de la corrosion importante des ustensiles de son usine de production de salpêtre, à la suite de son déménagement en bord de mer. Il est peu vraisemblable qu'on le sache jamais : l'homme est mort ruiné[52].
- 1817  
  - Lithium découvert par Johan August Arfwedson. Du grec λίθος / líthos, «pierre »[53].
  - Cadmium découvert indépendamment par Friedrich Stromeyer et Carl Samuel Hermann[54].
  - Sélénium découvert par Jöns Jacob Berzelius[55].
- 1823   - Silicium découvert par Jöns Jacob Berzelius[56].
- 1825   - Aluminium isolé par Hans Christian Ørsted. L'alumine a été isolée de l'alun par Marggraf en 1754. L'existence du métal est identifiée depuis 1808 par Humphrey Davy. C'est l'un des rares métaux à avoir résisté à son talent de préparateur. Oerstedt a obtenu l'aluminium sous forme impure, à partir de son chlorure par une extraction compliquée à l'amalgame de mercure et de potassium. Le premier à obtenir de l'aluminium pur, par un procédé d'ailleurs proche de celui d'Oerstedt est Wöhler en 1828. Ces procédés sont coûteux, dangereux, et réservés à des quantités de laboratoire. En 1854 Henri Sainte Claire Deville introduit le premier procédé de fabrication industrielle. L'aluminium est encore plus cher que l'or, et Napoléon III invitant le roi de Siam propose des couverts en aluminium à lui et à son invité réservant la vaisselle d'or aux autres convives moins illustres ! Il faut attendre 1886 et l'invention de Hall et Héroult pour produire l'aluminium par électrolyse, selon un procédé moderne. L'alumine, elle, est connue depuis longtemps. Sa production industrielle à partir de la bauxite devra attendre 1889 et le procédé Bayer. L'alun, sulfate double de potassium et d'aluminium (KAl(SO4)2, 12 H2O ) est connu depuis l'Antiquité et utilisé dans le tannage du cuir et le mordançage des étoffes[57].
- 1826   - Brome découvert par Antoine-Jérôme Balard. Balard découvrit le brome en mélangeant du chlore avec des cendres de varech dont il cherchait à analyser la teneur en iode. Il obtint un produit jaunâtre d'une odeur désagréable, qu'il sut néanmoins reconnaître comme un élément nouveau, et qui fut baptisé brome par les savants français « officiels » du temps (Thénard, Vauquelin et Gay Lussac). Cette découverte, un peu chanceuse peut-être, fit de nombreux jaloux en Europe. On raconte que le célèbre chimiste allemand Liebig gardait dans une armoire un certain nombre de produits. Il appelait cette armoire son « musée des erreurs ». Un flacon de brome y tenait bonne place, car selon Liebig, c'était la plus grande humiliation de sa carrière qu'un chimiste de la qualité de Balard ait pu le découvrir avant lui[58].
- 1828  -Béryllium - Indépendamment découvert par Friedrich Wöhler et A.A.B. Bussy[59].
- 1829   - Thorium découvert par Jöns Jacob Berzelius[60].
- 1839   - Lanthane découvert par Carl Gustaf Mosander[61].
- 1842   - Erbium découvert par Carl Gustaf Mosander[62].
- 1843   - Terbium découvert par Carl Gustaf Mosander[63].
- 1844   - Ruthénium découvert par Karl Klaus.
- 1853   - Samarium découvert par Jean-Charles Galissard de Marignac[64].
- 1860   - Césium découvert par Robert Bunsen[65].
- 1861   - Rubidium découvert par Robert Bunsen[66].
- 1861    Thallium découvert indépendamment par Sir William Crookes et C. A. Lamy un an plus tard[67].
- 1863   - Indium découvert par Ferdinand Reich et Theodor Richter[68].
- 1868  
  - Hélium indépendamment découvert par Jules Janssen et Joseph Norman Lockyer. Du grec ἥλιος / hḗlios, « soleil »[69].

## 1869: Table des éléments de D. Mendeleïev
L'importance de la table de Mendeleïev se révèle au cours de cette période, qui se termine dans les années 1920. On réalise de mieux en mieux ce qu'il reste à découvrir en termes d'éléments chimiques. Les points saillants sont :
- la découverte des éléments « manquants » prédits par Mendeleïev (eka-bore, eka-silicium…) ;
- la terminaison de l'identification des terres rares (Lecoq de Boisbaudran, von Welsbach…) ;
- la découverte de la série des gaz rares par Ramsay ;
- la découverte des éléments radioactifs initiée par les Curie, annonce une autre ère de la chimie.

Tous les éléments naturels finiront par être découverts au cours de cette époque.
- 1875   - Gallium découvert par Paul-Émile Lecoq de Boisbaudran[70].
- 1878
  - Ytterbium découvert par Jean Charles Galissard de Marignac. D'après Ytterby (une ville de Suède)[71].
  - Holmium découvert par Marc Delafontaine et Jacques Louis Soret[72].
- 1879  
  - Thulium découvert par Per Teodor Cleve[73].
  - Scandium découvert par Lars Fredrik Nilson[74].
  - Samarium isolée sous forme de deux oxydes par Paul-Émile Lecoq de Boisbaudran[64].
- 1880   - Gadolinium découvert par Jean Charles Galissard de Marignac[75].
- 1885  
  - Praséodyme découvert par Carl Auer von Welsbach[76].
  - Néodyme découvert par Carl Auer von Welsbach[77].
- 1886  
  - Germanium découvert par Clemens Winkler[78].
  - Fluor isolé par Henri Moissan. Du latin fluo, « couler ». (Le fluor est connu depuis longtemps par ses composés les fluorures, et leur grande analogie avec les chlorures. Les résultats de l'analyse spectrale avaient permis de le confirmer en tant qu'élément chimique depuis longtemps. Cependant, sa grande réactivité empêchait de l'isoler, et il fallut la technique d'électrolyse de Moissan pour y parvenir)[78].
  - Dysprosium découvert par Paul-Émile Lecoq de Boisbaudran. Du grec δυσπρόσιτος / dusprósitos, « d’un abord difficile »[79].
- 1894   - Argon découvert par William Ramsay. Du grec ἀργός / argós, « brillant, rapide[80] »[81].
- 1898  
  - Néon découvert par William Ramsay. Du grec νέος / néos, « nouveau »[82].
  - Krypton découvert par William Ramsay. Du grec κρυπτός / kruptós, « caché »[83].
  - Xénon découvert par William Ramsay. Du grec ξένος / xénos, « étranger »[84].
  - Radium découvert par Pierre et Marie Curie. Du latin radius (rayon)[85].
  - Polonium découvert par Pierre et Marie Curie. Issue du nom Pologne[86].
- 1899   - Actinium découvert par André-Louis Debierne[87].
- 1901   - Europium découvert par Eugène Anatole Demarçay[88].
- 1907   - Lutécium découvert par Georges Urbain. De Lutèce (ancien nom de Paris)[89].
- 1910   - Radon isolé par William Ramsay et Robert Whytlaw-Gray. En 1899, Rutherford note qu'un gaz radioactif s'échappe du thorium et propose de l'appeler émanation du thorium. en 1900, Friedrich Ernst Dorn identifie un gaz émis par le radium, et le baptise « émanation du radium ». En 1903, Debierne observe l'émanation d'actinium. En 1910, Ramsay et son collègue Whytlaw-Gray parviennent à isoler l'émanation du radium. Ils montrent qu'il s'agit d'un gaz rare et le baptisent niton. Par la suite, en 1923, les dénominations radon thoron et actinon furent utilisées, concurremment au terme émanation. Enfin, ces trois isotopes reçurent naturellement le nom du plus stable d'entre eux, comme il est pratiqué sur les autres éléments chimiques. Les dénominations thoron et actinon furent donc abandonnées[90].

## 1913:Loi de Moseley
Cette loi que Moseley a découvert en 1913 fait du numéro atomique, Z, une propriété mesurable. Ainsi, tout saut de la valeur expérimentale et entière de Z à Z+2 indique l'existence d'un élément à Z+1 quand bien même cet élément est encore inconnu. Elle a été particulièrement efficace pour prouver l'existence de l'élément 61, le prométhium, un lanthanide dont à l'époque le tableau de Mendeleïev ne pouvait trop rien dire.
- 1913   - Protactinium 234 découvert par Fajans et Göhring[92].
- 1918   - Protactinium 231 découvert par Hahn et Meitner[93].
- 1923   - Hafnium découvert par Dirk Coster[94].
- 1925   - Rhénium découvert par Walter Noddack et Ida Tacke[95].

## Éléments artificiels
La découverte du rhénium met un point final à celle des éléments qu'on puisse trouver en quantité significative à partir de produits présents sur terre (d'infimes traces de technétium ont cependant été mises en évidence depuis). Les éléments qui suivent ont donc été découverts dans des produits ayant subi au préalable des réactions nucléaires : ces éléments n'existent pas en quantité significative dans le milieu naturel terrestre.
- 1937   - Technétium découvert par Carlo Perrier et Emilio Gino Segrè. La découverte, bel exemple de coopération internationale, a été faite à Palerme en Italie sur des échantillons de molybdène irradiés par des deutérons au tout nouveau cyclotron de Berkeley. Il est possible que Walter et Ida Noddack, les découvreurs du Rhénium, l'aient identifié dès 1925, mais les preuves qu'ils ont données à l'époque n'ont pas convaincu.
- 1939   - Francium découvert par Marguerite Perey
- 1940  
  - Astatine ou Astate découvert par Dale R. Corson, K.R. Mackenzie, Emilio Gino Segrè
  - Neptunium découvert par E.M. McMillan et Philip Abelson à l'université de Californie à Berkeley
- 1941   - Plutonium découvert par Glenn T. Seaborg, Arthur C. Wahl, Joseph W. Kennedy, Emilio G. Segrè
- 1944   - Curium découvert par Glenn T. Seaborg
- 1945  
  - Américium découvert par Glenn T. Seaborg
  - Prométhium découvert par Jacob A. Marinsky
- 1949   - Berkélium découvert par Albert Ghiorso, Glenn T. Seaborg, Stanley G. Thompson, Kenneth Street Jr. (en)
- 1950   - Californium découvert par Albert Ghiorso, Glenn T. Seaborg
- 1952   - Einsteinium découvert par Argonne National Laboratory, Los Alamos Laboratory et l'Université de Californie
- 1953   - Fermium découvert par Argonne National Laboratory, Los Alamos Laboratory, et l'Université de Californie
- 1955   - Mendélévium découvert par Glenn T. Seaborg, Evans G. Valens
- 1958   - Nobélium découvert au Nobel Institute for Physics. Nommé d'après Alfred Nobel.
- 1961   - Lawrencium découvert par Albert Ghiorso. D'après Ernest Lawrence.
- 1964   - Rutherfordium découvert à l'Institut unifié de recherches nucléaires à Doubna, Union soviétique.
- 1970   - Dubnium découvert par Albert Ghiorso. D'après la ville de Doubna, en Russie.
- 1974   - Seaborgium découvert par Joint Institute for Nuclear Research et l'université de Californie à Berkeley
- 1976   - Bohrium découvert par Y. Oganessian et al, Dubna et confirmé au GSI (1982)
- 1982   - Meitnérium découvert par Peter Armbruster et Gottfried Münzenberg (en), GSI
- 1984   - Hassium découvert par Peter Armbruster et Gottfried Münzenberg (en)
- 1994  
  - Darmstadtium découvert par S. Hofmann, Victor Ninov et coll., GSI
  - Roentgenium découvert par S. Hofmann, Victor Ninov et coll., GSI
- 1996   - Copernicium découvert par S. Hofmann, Victor Ninov et coll., GSI
- 1999   - Flérovium découvert par Joint Institute for Nuclear Research à Dubna
- 2001   - Livermorium découvert par l'Institut unifié de recherches nucléaires à Doubna en Russie
- 2002   - Oganesson - découvert conjointement par le Joint Institute for Nuclear Research et le Laboratoire national Lawrence Livermore[N 2]
- 2004   - Nihonium - découvert par RIKEN au Japon[N 2]
- 2004   - Moscovium - découvert conjointement par l'Institut unifié de recherches nucléaires à Doubna en Russie, le Laboratoire national Lawrence Livermore en Californie aux États-Unis et le Laboratoire national d'Oak Ridge à Oakridge aux États-Unis[N 2]
- 2010   - Tennesse - découvert conjointement par le Joint Institute for Nuclear Research, Laboratoire national Lawrence Livermore et le Laboratoire national d'Oak Ridge[N 2].